# North Star Shipping
North Star Shipping Constanța este o companie de transport din România.
A fost înființată în anul 1996 și este specializată în transportul de marfă.
Compania are afaceri cu firmele Socep Constanța și Oil Terminal Constanța.
Cifra de afaceri în 2005: 54,5 milioane lei
Venit net în 2005: 6,7 milioane lei